# کورینا اولار
کورینا اولار (انگلیسی: Corina Olar؛ زادهٔ ۲۷ اوت ۱۹۸۴) بازیکن فوتبال اهل رومانی است.
وی همچنین در تیم ملی فوتبال Romania بازی کرده‌است.